# Liste der Nummer-eins-Hits in Ungarn (2002)
Dies ist eine Liste der Nummer-eins-Hits in Ungarn im Jahr 2002. Sie basiert auf der Rádiós Top 40 játszási lista bei den Singlecharts und der Top 40 album-, DVD- és válogatáslemez-lista bei den Albumcharts. Sie wurden im Auftrag der Magyar Hanglemezkiadók Szövetsége (Mahasz), dem ungarischen Vertreter der International Federation of the Phonographic Industry, ermittelt.
Die ungarischen Airplay-Charts wurden erstmals am 13. Mai veröffentlicht. Für die Woche vom 23. bis 29. Dezember liegen keine Albumcharts vor.

## Singles
| ← 2001 ← | Liste der Nummer-eins-Hits in Ungarn (Rádiós Top 40) | Liste der Nummer-eins-Hits in Ungarn (Rádiós Top 40) | Liste der Nummer-eins-Hits in Ungarn (Rádiós Top 40)                    | 2003 →                    |
| \| Zeitraum \| Wo. ges. \| Interpret \| Titel Autor(en) \| Zusätzliche Informationen \| \| (Zeitraum, Wochen auf Platz eins, Interpret, Titel, Autor[en], zusätzliche Informationen) \| \| \| \| \| \| ----------------------------------------------------------------------------------------- \| -------- \| ------------- \| ----------------------------------------------------------------------- \| ------------------------- \| \| 13. Mai 2002 – 2. Juni 2002 3 Wochen (insgesamt 4) \| 4 \| Shakira \| Whenever, Wherever Gloria Estefan, Shakira Mebarak, Timothy C. Mitchell \| – \| \| 3. Juni 2002 – 9. Juni 2002 1 Woche (insgesamt 4) \| 4 \| Groovehouse \| Hajnal \| – \| \| 10. Juni 2002 – 16. Juni 2002 1 Woche \| 1 \| Unique \| Csillagtenger \| – \| \| 17. Juni 2002 – 23. Juni 2002 1 Woche (insgesamt 4) \| 4 \| Shakira \| Whenever, Wherever Gloria Estefan, Shakira Mebarak, Timothy C. Mitchell \| – \| \| 24. Juni 2002 – 14. Juli 2002 3 Wochen (insgesamt 4) \| 4 \| Groovehouse \| Hajnal \| – \| \| 15. Juli 2002 – 11. August 2002 4 Wochen (insgesamt 5) \| 5 \| Mad’House \| Like a Prayer Madonna L. Ciccone, Patrick Raymond Leonard \| – \| \| 12. August 2002 – 15. September 2002 5 Wochen \| 5 \| Elvis vs. JXL \| A Little Less Conversation Scott Davis, Billy Strange \| – \| \| 16. September 2002 – 22. September 2002 1 Woche (insgesamt 5) \| 5 \| Mad’House \| Like a Prayer Madonna L. Ciccone, Patrick Raymond Leonard \| – \| \| 23. September 2002 – 15. Dezember 2002 12 Wochen \| 12 \| Las Ketchup \| Aserejé Francisco Manuel Ruiz Gomez \| – \| \| 16. Dezember 2002 – 5. Januar 2003 3 Wochen (insgesamt 6) \| 6 \| In-Grid \| Tu es foutu Ingrid Alberini, Marco Soncini \| – \| |                                                      |                                                      |                                                                         |                           |
| ← 2001 |                                                      |                                                      |                                                                         | → 2003 →                  |
| Zeitraum | Wo. ges.                                             | Interpret                                            | Titel Autor(en)                                                         | Zusätzliche Informationen |
| (Zeitraum, Wochen auf Platz eins, Interpret, Titel, Autor[en], zusätzliche Informationen) |                                                      |                                                      |                                                                         |                           |
| 13. Mai 2002 – 2. Juni 2002 3 Wochen (insgesamt 4) | 4                                                    | Shakira                                              | Whenever, Wherever Gloria Estefan, Shakira Mebarak, Timothy C. Mitchell | –                         |
| 3. Juni 2002 – 9. Juni 2002 1 Woche (insgesamt 4) | 4                                                    | Groovehouse                                          | Hajnal                                                                  | –                         |
| 10. Juni 2002 – 16. Juni 2002 1 Woche | 1                                                    | Unique                                               | Csillagtenger                                                           | –                         |
| 17. Juni 2002 – 23. Juni 2002 1 Woche (insgesamt 4) | 4                                                    | Shakira                                              | Whenever, Wherever Gloria Estefan, Shakira Mebarak, Timothy C. Mitchell | –                         |
| 24. Juni 2002 – 14. Juli 2002 3 Wochen (insgesamt 4) | 4                                                    | Groovehouse                                          | Hajnal                                                                  | –                         |
| 15. Juli 2002 – 11. August 2002 4 Wochen (insgesamt 5) | 5                                                    | Mad’House                                            | Like a Prayer Madonna L. Ciccone, Patrick Raymond Leonard               | –                         |
| 12. August 2002 – 15. September 2002 5 Wochen | 5                                                    | Elvis vs. JXL                                        | A Little Less Conversation Scott Davis, Billy Strange                   | –                         |
| 16. September 2002 – 22. September 2002 1 Woche (insgesamt 5) | 5                                                    | Mad’House                                            | Like a Prayer Madonna L. Ciccone, Patrick Raymond Leonard               | –                         |
| 23. September 2002 – 15. Dezember 2002 12 Wochen | 12                                                   | Las Ketchup                                          | Aserejé Francisco Manuel Ruiz Gomez                                     | –                         |
| 16. Dezember 2002 – 5. Januar 2003 3 Wochen (insgesamt 6) | 6                                                    | In-Grid                                              | Tu es foutu Ingrid Alberini, Marco Soncini                              | –                         |

## Alben
| ← 2001 ← | Liste der Nummer-eins-Hits in Ungarn | Liste der Nummer-eins-Hits in Ungarn    | Liste der Nummer-eins-Hits in Ungarn | 2003 → |
| \| Zeitraum \| Wo. ges. \| Interpret \| Titel \| Zusätzliche Informationen \| \| (Zeitraum, Wochen auf Platz eins, Interpret, Titel, zusätzliche Informationen) \| \| \| \| \| \| ------------------------------------------------------------------------------ \| -------- \| --------------------------------------- \| ----------------------------- \| ---------------------------------------------------------------------------------------------------------------------- \| \| 19. November 2001 – 27. Januar 2002 10 Wochen (insgesamt 16) \| 16 \| Márió \| A harmonikás \| – \| \| 28. Januar 2002 – 10. Februar 2002 2 Wochen \| 2 \| TNT \| Unplugged \| – \| \| 11. Februar 2002 – 24. März 2002 6 Wochen (insgesamt 16) \| 16 \| Márió \| A harmonikás \| – \| \| 25. März 2002 – 19. Mai 2002 8 Wochen \| 8 \| Princess \| A hegedű hercegnői \| – \| \| 20. Mai 2002 – 2. Juni 2002 2 Wochen \| 2 \| V-Tech \| Búcsúzz el \| – \| \| 3. Juni 2002 – 4. August 2002 9 Wochen \| 9 \| Hofi Géza \| Napsugaras jó éjszakát! \| – \| \| 5. August 2002 – 18. August 2002 2 Wochen (insgesamt 7) \| 7 \| Lajcsi & Bódi Guszti és a fekete szemek \| Bulizzunk ma együtt \| – \| \| 19. August 2002 – 25. August 2002 1 Woche (insgesamt 3) \| 3 \| Groovehouse \| Hajnal \| – \| \| 26. August 2002 – 29. September 2002 5 Wochen (insgesamt 7) \| 7 \| Lajcsi & Bódi Guszti és a fekete szemek \| Bulizzunk ma együtt \| – \| \| 30. September 2002 – 6. Oktober 2002 1 Woche \| 1 \| Ganxsta Zolee és a Kartel \| Gyilkosság Rt. \| – \| \| 7. Oktober 2002 – 13. Oktober 2002 1 Woche \| 1 \| Dupla Kávé \| Valami új, valami régi \| – \| \| 14. Oktober 2002 – 27. Oktober 2002 2 Wochen (insgesamt 3) \| 3 \| Groovehouse \| Hajnal \| – \| \| 28. Oktober 2002 – 3. November 2002 1 Woche (insgesamt 5) \| 5 \| Ákos \| Új törvény \| Im zehnten Jahr seiner Solokarriere ist es das achte Nummer-eins-Album. 2023 kehrte es noch einmal auf Platz 1 zurück. \| \| 4. November 2002 – 15. Dezember 2002 6 Wochen \| 6 \| Márió \| Hol a szerelem? \| – \| \| 16. Dezember 2002 – 22. Dezember 2002 1 Woche (insgesamt 8) \| 8 \| Romantic \| A Kelet fényei \| – \| \| 30. Dezember 2002 – 5. Januar 2003 1 Woche \| 1 \| MC Hawer és Tekknő \| Mikor a vodka a fejembe száll \| – \| |                                      |                                         |                                      | |
| ← 2001 |                                      |                                         |                                      | → 2003 → |
| Zeitraum | Wo. ges.                             | Interpret                               | Titel                                | Zusätzliche Informationen                                                                                              |
| (Zeitraum, Wochen auf Platz eins, Interpret, Titel, zusätzliche Informationen) |                                      |                                         |                                      | |
| 19. November 2001 – 27. Januar 2002 10 Wochen (insgesamt 16) | 16                                   | Márió                                   | A harmonikás                         | – |
| 28. Januar 2002 – 10. Februar 2002 2 Wochen | 2                                    | TNT                                     | Unplugged                            | – |
| 11. Februar 2002 – 24. März 2002 6 Wochen (insgesamt 16) | 16                                   | Márió                                   | A harmonikás                         | – |
| 25. März 2002 – 19. Mai 2002 8 Wochen | 8                                    | Princess                                | A hegedű hercegnői                   | – |
| 20. Mai 2002 – 2. Juni 2002 2 Wochen | 2                                    | V-Tech                                  | Búcsúzz el                           | – |
| 3. Juni 2002 – 4. August 2002 9 Wochen | 9                                    | Hofi Géza                               | Napsugaras jó éjszakát!              | – |
| 5. August 2002 – 18. August 2002 2 Wochen (insgesamt 7) | 7                                    | Lajcsi & Bódi Guszti és a fekete szemek | Bulizzunk ma együtt                  | – |
| 19. August 2002 – 25. August 2002 1 Woche (insgesamt 3) | 3                                    | Groovehouse                             | Hajnal                               | – |
| 26. August 2002 – 29. September 2002 5 Wochen (insgesamt 7) | 7                                    | Lajcsi & Bódi Guszti és a fekete szemek | Bulizzunk ma együtt                  | – |
| 30. September 2002 – 6. Oktober 2002 1 Woche | 1                                    | Ganxsta Zolee és a Kartel               | Gyilkosság Rt.                       | – |
| 7. Oktober 2002 – 13. Oktober 2002 1 Woche | 1                                    | Dupla Kávé                              | Valami új, valami régi               | – |
| 14. Oktober 2002 – 27. Oktober 2002 2 Wochen (insgesamt 3) | 3                                    | Groovehouse                             | Hajnal                               | – |
| 28. Oktober 2002 – 3. November 2002 1 Woche (insgesamt 5) | 5                                    | Ákos                                    | Új törvény                           | Im zehnten Jahr seiner Solokarriere ist es das achte Nummer-eins-Album. 2023 kehrte es noch einmal auf Platz 1 zurück. |
| 4. November 2002 – 15. Dezember 2002 6 Wochen | 6                                    | Márió                                   | Hol a szerelem?                      | – |
| 16. Dezember 2002 – 22. Dezember 2002 1 Woche (insgesamt 8) | 8                                    | Romantic                                | A Kelet fényei                       | – |
| 30. Dezember 2002 – 5. Januar 2003 1 Woche | 1                                    | MC Hawer és Tekknő                      | Mikor a vodka a fejembe száll        | – |